# Lycaenopsis
Lycaenopsis is een geslacht van vlinders van de familie van de Lycaenidae, uit de onderfamilie van de Polyommatinae.

## Soorten
- L. haraldus (Fabricius, 1787)

### Status onduidelijk
- L. cupidoides Rothschild, 1915
- L. chelaka Moulton, 1913